# 南方牛胭脂魚
南方牛胭脂魚為輻鰭魚綱鯉形目亞口魚科的其中一種，為亞熱帶淡水魚，分布於中美洲墨西哥南部及瓜地馬拉淡水流域，本魚體粗壯，成紡錘形，背部隆起，口下位，吻呈吸盤狀，體色為褐色，腹部白色至米色，背鰭硬棘3枚；背鰭軟條23枚；臀鰭硬棘2枚；臀鰭軟條9枚，體重可達8.4公斤，底棲性魚類，屬雜食性，生活習性不明。

## 擴展閱讀
維基物種上的相關：南方牛胭脂魚